# Opatija Tintern
Opatijo Tintern (valižansko Abaty Tyndyrn, angl. Tintern Abbey) je ustanovil Walter de Clare, lord Chepstow, 9. maja 1131. Je v bližini vasi Tintern v Monmouthshiru, na valižanskem bregu reke Wye, ki določa mejo med Monmouthshirom v Walesu in Gloucestershirom v Angliji. To je bil šele drugi cistercijanski samostan v Britaniji in prvi v Walesu. Po razpustitvi samostanov v 16. stoletju je začela propadati, a so ostanke opisovali v poeziji in jih pogosto slikali obiskovalci od 18. stoletja dalje. Leta 1984 je odgovornost zanjo prevzel Cadw (zgodovinska okoljska služba valižanske vlade in del skupine za turizem in kulturo).

## Ustanovitev
Walter de Clare iz mogočne družine Clare je bil prvi bratranec Williama Giffarda, winchesterskega škofa, ki je vpeljal prvo kolonijo cistercijancev v opatijo Waverley v okrožju Surrey leta 1128. Menihi so v Tintern prišli iz hčerinske hiše Citeaux, L'Aumône Abbey, v škofiji Chartres v Franciji. V tistem času sta bili v Tinternu ustanovljeni dve hčerinski hiši, Kingswood v Gloucestershiru (1139) in Tintern Parva, zahodno od Wexforda v jugovzhodni Irski (1203).
Cistercijanski menihi (ali beli menihi), ki so živeli v Tinternu, so živeli po pravilih svetega Benedikta. Carta Caritatis (Listina o ljubezni) vsebuje osnovna načela  poslušnosti, revščine, čistosti, tišine, molitev in delo. S tem neprijaznim načinom življenja so bili cistercijanci eden najuspešnejših redov v 12. in 13. stoletju. Posesti opatije so bile razdeljene v kmetijske enote ali granges, na katerih so domačini delali in opravljali storitve, na primer kovačije za opatijo. Precej zemljišč na obeh straneh reke Wye je bilo podarjenih opatiji.

## Razvoj stavb
Današnji ostanki Tinterna so mešanica objektov, ki zajema 400-letno obdobje med 1136 in 1536. Zelo malo je ostalo od prvih stavb; nekaj delov fasade je vključenih v poznejše stavbe, dve vgradni omari za knjige na vzhodu samostana sta iz tega obdobja. Cerkev je bila takrat manjša od sedanje stavbe in nekoliko bolj na severu.
V 13. stoletju je bil samostan večinoma obnovljen; prvi samostan in domačije, nato pa na koncu med letoma 1269 in 1301 velika cerkev. Prva maša v obnovljenem prezbiteriju je bila leta 1288, stavba je bila posvečena leta 1301, čeprav so se gradbena dela nadaljevala še več desetletij. Roger Bigod, 5. grof Norfolški, takratni lord Chepstow, je bil velikodušen dobrotnik; njegov monumentalni prispevek je bila obnova cerkve. Opatija je dala v zahvalo v steklo na vzhodno okno vdelati njegov grb.
Danes je vidna velika samostanska cerkev. Bila je triladijska s tlorisom v obliki križa, imela je dve kapeli v vsaki prečni ladji in prezbiteriju. Angleška gotika 14. stoletja (decorated style) je arhitekturni slog tistega časa. Opatija je bila zgrajena iz old red peščenjaka, barve se spreminjajo od vijolične v rumenorjavo in sivo. Njena skupna dolžina od vzhoda do zahoda je 228 metrov, medtem ko je transept dolg 150 metrov.
Leta 1326 je kralj Edvard II. ostal v opatiji Tintern dve noči. Leta 1349 je črna smrt zajela državo in je postalo nemogoče, da bi pritegnili novince za laično bratstvo. Spremembe načina kmetovanja z najemniki, ne pa da bi delali laični bratje, kažejo, da je Tintern  delovala malo časa. V začetku 15. stoletja je opatiji primanjkovalo denarja deloma zaradi valižanske vstaje pod vodstvom Owaina Glyndŵra proti angleškim kraljem, ko so opatijske posesti uničili valižanski uporniki. Opatiji najbližji bitka je bila na hribu Craig y Dörth v bližini Monmoutha, med vasema Trellech in Mitchel Troy.

## Ukinitev in propad
Med vladanjem kralja Henrika VIII. je razpustitev samostanov končala meniško življenje v Angliji, Walesu in na Irskem. 3. septembra 1536 je opat Wyche predal opatijo in vsa njena posestva kraljevim predstavnikom in končan je bil način življenja, ki je trajal 400 let. Dragocenosti iz opatije so bile poslane v kraljeve zakladnice in opat Wyche se je upokojil. Stavba je bila dodeljena takratnemu gospodarju Chepstowa, Henryju Somersetu, 2. grofu Worcesterskemu. Svinec s strehe je bil prodan in stavba je začela razpadati.
V naslednjih dveh stoletjih se je pokazalo malo ali nič zanimanja za njeno zgodovino. V 17. in 18. stoletju so ruševine naseljevali delavci iz lokalnih delavnic žice. V sredini 18. stoletja je postalo modno obiskovanje "divjih" delov države. Dolina Wye je bila posebej znana po romantičnih in slikovitih pogledih in z bršljanom obraščen samostan so začeli obiskovati turisti. Prvi odtisi opatije so iz serije gravur zgodovinskih spomenikov iz leta 1732, ki sta jih izdelala Samuel in Nathaniel Buck. Po objavi knjige Observations on the River Wye  častitega Williama Gilpina po njegovi turneji leta 1770 se je število obiskovalcev močno povečalo, kar dokazujejo številni pesniški opisi, krajinske slike in grafike.

## Industrija in dostop
Območje v bližini opatije je postalo industrializirano sredi 16. stoletja z ustanovitvijo prvih delavnic za izdelavo žice družbe Mineral and Battery Works in poznejšo širitvijo tovarn in peči po dolini Angidy. Oglje je bilo pripravljeno v gozdu, poleg tega je bila na pobočju nad opatijo pridobljena surovina za izdelavo apna v pečeh, ki so stalno delovale približno dve stoletji. Območje je bilo zato precej onesnaženo in ruševine naseljene z lokalnimi delavci.
Do 19. stoletja so bile lokalne ceste grobe in nevarne, najlažji dostop je bil z ladjo. Šele leta 1829 je bila v dolini Wye zgrajena nova cesta z zapornico, ki je presekala opatijo. Leta 1876 je bila odprta Wye Valley Railway s postajo v Tinternu. Čeprav je proga prečkala reko do vasi, je bil odcep zgrajen do delavnic za izdelavo žice in most je oviral pogled na opatijo s ceste s severa.

## Dediščina
V 19. stoletju je uničena opatija postala pomembna za raziskovalce, bilo je več arhitekturnih in arheoloških raziskav. Leta 1901 je opatijo kupila krona vojvode Beauforta za 15.000 £. Dobila je status spomenika državnega pomena in začela so se popravila in vzdrževalna dela. Leta 1914 je bil urad za dela odgovoren za ruševine in začeli so se tudi velika popravila struktur in delne rekonstrukcije – bršljan, ki je pri prvih turistih veljal za tako romantičnega, je bil odstranjen. Leta 1984 je Cadw prevzel odgovornost za območje, ki je 29. septembra 2000 dobilo status I. stopnje.
Opatija je bila leta 1969 prizorišče v videospotu glasbene skupine Flirtations Nothing But A Heartache in leta 1988 videoskupine Iron Maiden Can I Play with Madness.

## Galerija
- Notranjost v mesečini, Peter van Lerberghe, 1812
- Opatija v snegu
- Pogled s hriba
- Opatija pred ovinkom reke Wye, William Havell, 1804
- Jugovzhodni pogled, 1815
- Pristan ob reki Wye, Edward Dayes, 1799
- J. M. W. Turner, Svetlobni učinek, 1828
- Ruševine s hribom v ozadju, Samuel Palmer, 1835
- Lokalna uporaba ruševin, Philip James de Loutherbourg, 1805
- Severovzhodni pogled, Samuel in Nathaniel Buck, 1732